# ROMARM
ROMARM é uma empresa de defesa estatal romena e o principal fornecedor da Romênia para técnicas e serviços de defesa. A empresa possui 15 fábricas e um instituto de pesquisa.